# NGC 206
NGC 206 este un roi stelar din constelația Andromeda. Este cel mai luminos roi stelar cunoscut din această constelație.